# Ruzhou
Ruzhou léase Ru-Zhóu (en chino:汝州市, pinyin:Rǔ zhōu shì) es un municipio bajo la administración directa de la ciudad-prefectura de Pingdingshan. Se ubica en las orillas del Río Ruhe , un tributario del Río Amarillo en la provincia de Henan, República Popular China. Su área total es de 1573 km² (78.1% montaña) y su población en  2016 fue de 936 000, repartidas en  22 minorías étnicas incluyendo Hui, Manchú y Mongol. Hui representa el 91% del total de la población minoritaria. Las personas de las minorías viven en asentamientos disparejos y pequeños. Se distribuye principalmente en nueve aldeas administrativas en el municipio.
La ciudad fue conocida como Condado Linru (临汝县) nombre que tenía desde el año 1913 en el inicio de la República de China, hasta que en 1998 fue elevada a municipio. El 1 de enero de 2014 se convirtió oficialmente en una ciudad directa de la provincia de Henan y desde el 1 de enero de 2018 pasó a hacer parte de  Pingdingshan.

## Administración
La ciudad Ruzhou se divide en 9 poblados y 6 villas.

## Clima
La ciudad de Ruzhou tiene un clima monzónico continental templado cálido con cuatro estaciones distintas. La primavera es calurosa con poca lluvia, el verano es caluroso donde la lluvia se concentra y el viento desde el sureste es fuerte, el otoño es fresco, el invierno es frío y la nieve es escasas. Entre 1989 y 2000, la temperatura promedio anual fue de 15 °C, la temperatura más alta fue de 40.7 °C (9 de junio de 1992) y la temperatura más baja fue de -15.8 °C (10 de febrero de 1990). El promedio anual de horas de sol fue de 2258.8 y el promedio anual de períodos sin heladas fue de 226 días. La precipitación media anual fue de 606,5 mm, con un máximo de 935,2 mm (2000) y un mínimo de 417,0 mm (1991).